# Чубин, Яков Абрамович
Я́ков Абра́мович Чу́бин (Шуб) (1893, Могилёвская губерния — 1956, Москва) — русский революционер, советский партийный деятель, первый секретарь ЦК КП Туркмении в 1937–1939.

## Биография
Работал рабочим-мукомолом. Член РСДРП(б) с 1915 года. В 1917 – секретарь Екатеринославского профсоюза булочников, секретарь Южно-Русского Союза булочников и мукомолов. В октябре 1917 – комендант штаба Екатеринославского военно-революционного комитета. В 1917–1918 годах – в  Красной Гвардии. В 1918 году – инструктор Народного комиссариата по делам национальностей РСФСР. В 1918–1919 годах – председатель Черкасского уездного подпольного комитета РКП(б) (Киевская губерния), председатель Черкасского уездного революционного комитета, заведующий Черниговским губернским отделом труда. В 1920 году ответственный секретарь Черниговского губернского комитета КП(б) Украины, председатель Подольской губернской контрольной комиссии КП(б) Украины, и. о. ответственного секретаря Подольского губернского комитета КП(б) Украины.
До 1923 – заведующий организационным отделом Подольского губернского комитета КП(б) Украины. В 1923–1924 ответственный секретарь Акмолинского губернского комитета ВКП(б). В 1924 году ответственный секретарь Шахтинско–Донецкого окружного комитета, инструктор ЦК КП(б) Украины.
В 1927–1928 – слушатель курсов марксизма-ленинизма при ЦК ВКП(б).
В 1928–1929 – заместитель заведующего организационным отделом Московского губернского комитета ВКП(б). В 1929–1930 – председатель Московской окружной контрольной комиссии ВКП(б).
13 июля 1930 – 26 января 1934 – член Центральной Контрольной Комиссии ВКП(б). Одновременно в 1930–1931 – председатель Краснопресненской     районной контрольной комиссии ВКП(б) г. Москвы. 
В 1931–январе 1934 – Народный комиссар рабоче-крестьянской инспекции Крымской АССР, председатель Крымской областной контрольной комиссии ВКП(б).
10 февраля 1934 – 10 марта 1939 – член Комиссии партийного контроля при ЦК ВКП(б). В июне 1934–1937  – уполномоченный Комиссии партийного     контроля при ВКП(б) по Курской области, в 1937 – уполномоченный Комиссии партийного контроля при ВКП(б) по Туркменской ССР.
В октябре 1937 – ноябре 1939 – 1-й секретарь ЦК КП(б) Туркмении. Тогда же вошёл в состав особой тройки, созданной по приказу НКВД СССР от 30.07.1937 № 00447 и активным участием в сталинских репрессиях.
21 марта 1939 — 20 февраля 1941 – член Центральной ревизионной комиссии ВКП(б) (Выведен из состава ЦРК Постановлением XVIII-й конференции ВКП(б)). Репрессирован, освобождён в 1955 году.
Умер в Москве.